# Millettia mildbraedii
Millettia mildbraedii är en ärtväxtart som beskrevs av Hermann August Theodor Harms. Millettia mildbraedii ingår i släktet Millettia och familjen ärtväxter. Inga underarter finns listade i Catalogue of Life.